# Liste des maires de Merlimont
La liste des maires de Merlimont présente la liste des maires de la commune française de Merlimont, située dans le département du Pas-de-Calais en région Hauts-de-France.

## Liste des maires

### Entre 1793 et 1945
| Période                                  | Période | Identité               | Étiquette | Qualité |
| ---------------------------------------- | ------- | ---------------------- | --------- | ------- |
| Les données manquantes sont à compléter. |         |                        |           |         |
| 1801                                     | 1808    | Jean-Louis Guilbert    |           |         |
| 1808                                     | 1815    | Berton Guilbert        |           |         |
| 1815                                     | 1816    | Arnoult Pauchet        |           |         |
| 1816                                     | 1821    | Vicomte de Forceville  |           |         |
| 1821                                     | 1828    | Jean-Baptiste Caquelot |           |         |
| 1828                                     | 1832    | Pierre Guilbert        |           |         |
| 1832                                     | 1837    | Pierre Daubrege        |           |         |
| 1837                                     | 1848    | Jean-Baptiste Guilbert |           |         |
| 1848                                     | 1860    | Philippe Wacongne      |           |         |
| 1860                                     | 1870    | Louis Bucquet          |           |         |
| 1870                                     | 1871    | Auguste Delacroix      |           |         |
| 1871                                     | 1876    | Louis Bucquet          |           |         |
| 1876                                     | 1881    | Benoît Wacongne        |           |         |
| 1881                                     | 1888    | Laurent Daubrege       |           |         |
| 1888                                     | 1896    | Benoît Wacongne        |           |         |
| 1896                                     | 1904    | Joseph Guilbert        |           |         |
| 1904                                     | 1945    | Camille Delacroix      |           |         |

### Depuis 1945
Depuis l'après-guerre, six maires se sont succédé à la tête de la commune.
| Période      | Période                    | Identité                            | Étiquette       | Qualité |
| ------------ | -------------------------- | ----------------------------------- | --------------- | --- |
| mai 1945     | mai 1953                   | Joseph Daubrège                     |                 | |
| mai 1953     | mars 1965                  | Marc Facompré                       | SFIO            | Inspecteur des Postes et télécommunications |
| mars 1965    | janvier 1988               | Albert-Raymond Guilbert (1915-1988) |                 | Directeur d'école Décédé en fonction |
| février 1988 | mars 2001                  | Guy Paillard, (1930-2018)           |                 | Dirigeant d'une entreprise de menuiserie, maire honoraire Premier adjoint au maire (1983 → 1988) Chevalier de l'Ordre national du Mérite (2006) |
| mars 2001    | mars 2016,                 | Jean-François Rapin,                | RPR puis UMP-LR | Médecin généraliste Adjoint au maire (1995 → 2001) Sénateur du Pas-de-Calais (2016 → ) Conseiller régional du Nord-Pas-de-Calais (2004 → 2015) Conseiller régional des Hauts-de-France (2015 → ) Vice-président de la CC Mer et Terres d'Opale (2014 → 2016) Démissionnaire à la suite de sa désignation comme sénateur |
| avril 2016   | En cours (au 29 mars 2022) | Mary Bonvoisin                      | LR              | Assistante sociale scolaire Ancienne première adjointe au maire d'Étaples (2008) Vice-présidente de la CA des Deux Baies en Montreuillois (2017 → ) Élue à la suite d'une élection municipale partielle Réélue pour le mandat 2020-2026,                                                                                |